# Оливер Кан
Оливер Ролф Кан (Карлсруе, 15. јун 1969) бивши је немачки фудбалски голман. Каријеру је отпочео у омладинском тиму Карлсруеа 1975. године. Дванаест година касније, Кан је дебитовао за први тим. Године 1994. прешао је у Бајерн Минхен за 4,6 милиона немачких марака, где је играо до краја своје каријере 2008. године. Његово командовање на голу и агресивни стил допринели су да му новинари наметну надимак Der Titan (Титан), а навијачи надимак Vol-Kahn-o (Вулкан).
Кан је један од најуспешнијих немачких фудбалера у скоријој историји. Освојио је Бундеслигу осам пута, шест пута је освајао немачки куп, освојио је УЕФА куп 1996., а 2001. године освојио је Лигу шампиона и Интерконтинентални куп. Његови наступи донели су му четири узастопна избора за најбољег европског голмана, три награде за најбољег голмана света и два трофеја за најбољег фудбалера Немачке. На Светском првенству 2002. Кан је постао први и једини голман у историји турнира који је освојио Златну лопту.
Од 1994. до 2006. године Кан је био део немачког националног тима, у којем је играо као стартер након повлачења Адреаса Кепкеа. На светском првенству 2002. године, његов тим је стигао до финала. Иако је Немачка више пута критикована због слабе партије, Кан је био одлучујући фактор тима све до финала, у коме је изгубила од Бразила, а Кан је направио грешку код првог гола Бразила. Проглашен је за најбољег играча турнира и примио Златну лопту.

## Клупска каријера

### Карлсруе
Са шест година Кан се придружио фудбалском клубу Карлсруе за који је његов отац Ролф играо од 1962. до 1965. године. Почео је као играч, пре него што је постао голман. Кан је прикључен првом тиму у сезони 1987/88. На почетку је био резерва Александру Фамули. Кан је дебитовао 27. новембра 1987. у победи свог тима резултатом 4-0 против Келна. Међутим, био је резерва све до 1990. године, када је Винфрид Шефер одлучио да он буде стартер уместо Фармуле. У наредним годинама, Кан је постао први голман тима. Сматран је за кључног играча и мотиватора у тиму Карлсруеа, који је стигао до полуфинала УЕФА купа у сезони 1993/94. У осминифинала његов тим је на домаћем терену победио Валенсију резултатом 7-0, након што је први меч изгубио резултатом 3-1 на Местаљи. Немачки новинари су утакмицу назвали „Чудо на Вајлдпарк стадиону“. Тим је у полуфиналу изгубио од Аустије из Салцбурга.

### Бајерн Минхен
Канови наступи у дресу Карлсруеа довели су до тога да Бајерн Минхен покаже интересовање за његово довођење. Довели су га као замену за Раимонда Аумана на почетку сезоне 1994/95, за тада рекордну суму за његово позицију од 4,6 милиона марака (2,385 евра) и одмах је постао први голман екипе. Иако је доживео повреду укрштених лигамената, која га је удаљила од терена скоро шест месеци, Кан је дебитовао за репрезентацију два месеца након опоравка. У Финалу купа УЕФА 1996. године Бајерн је победио Бордо резултатом 3-1. У сезони 1996/97, Кан је освојио своју прву титулу у Бундеслиги са Бајерном, Немачки куп и био је проглашен за најбољег голмана Немачке, други пут у својој каријери (први пут 1994. године).
Године 1999. Бајерн Минхен је стигао до финала Лиге шампиона, у коме се састао са Манчетер Јунајтедом на Камп ноу. Иако је играч Бајерна Марио Баслер донео предност своме тиму у шестом минуту, два гола Тедија Шерингема и Оле Гунар Солшера у зауставном периоду донели су Манчестеру победу. Исте године, Међународни завод за истоију фудбала и статистику прогласио га је најбољим голманом света.
Кан је на утакмици против Ханзе Росток одигране 3. марта 2001. године зарадио искључење након инцидента. Бајерн је губио резултатом 2-3 у последњим минутима утакмице, а Кан се приликом корнера ушуњао у шеснаестерац, скочио и закуцао лопту у противничку мрежу. Одмах је добио црвени картон и био искључен из игре. У Финалу Лиге шампиона 2001. године потив Валенсије проглашен је за играча утакмице. Утакмица је завршена резултатом 1-1, а Кан је приликом извођења пенала одбранио три и тиме донео победу свом тиму. Примио је и УЕФА награду за фер плеј на овом мечу, након што је пришао разочараном Сантијагу Канизарезу како би га утешио. Исте године Бајерн је освојио Интерконтинентални куп на националном стадиону у Токију савладавши аргентински тим Боку Јуниорс.
Повредне, лични проблеми и недостатак мотивације били су разлог за драстичан пад форме Оливера Кана у сезони 2002/03. Све је кулминирало када је Кан примио гол, након слабог шута Роберта Карлоса против Реал Мадрида у првом колу, елиминационе рунде Лиге шампиона у сезони 2003/04. због чега је његов тим испао из такмичења. Дејли мејл га је критиковао због грешке: „Још једном је на великом такмичењу Кану пресудио Бразилац, као у финалу светског првенства 2002. године. Само што то овог пута није био Ривалдо након чијег шута се Кан обрукао, већ Роберто Карлос из слободног ударца који се показао катастрофалним за Бајерн". Кан је са Бајерном освојио Бундеслигу наредне сезоне.
Године 2006. пре утакмице са Арминијом Билефелд у Минхену, Михаел Ренсинг је загревао Кана. Један од удараца погодио је Кана у око, што је изазвало оток и оштећење вида, па није могао да брани. Иако је бранио Ренсинг Бајерн је тај меч победио резултатом 2-0.
Кан је најавио да ће испоштовати свој уговор и одиграти сезону 2007/08. Са 197 утакмица без примљеног гола, Кан је најбољи у историји Бундеслиге. Са 38 година, 2. септембра 2007. године одиграо је 535. меч у Бундеслиги и тако постао лидер међу голманима по одиграним утакмицама. Кан је своју последњу утакмицу у европским такмичењем одиграо у поразу свог тима од Зенита 4-0 у полуфиналу УЕФА купа 1. маја 2008. године. Последњу утакмицу у Бундеслиги одиграо је против Херте 17. маја 2008. године, а меч је завршен резултатом 4-1 у корист Бајерна.
Након двадесетогодишње каријере, од којих је четрнаест одиграо за Бајерн из Минхена окончао је своју каријеру 2. септембра 2008. године у опроштајном мечу против Немачке репрезентације који је завршен резултатом 1-1. Његов последњи наступ за Бајерн био је 27. маја 2008. године на Солт Лејк стадиону у Колкати, у пријатељском мечу против Мохун Багана из Индије током Бајернове азијске турнеје. Око 120 хиљада људи гледало је меч. Утакмица је завршена резултатом 0-3 у корист Бајерна, а Кана је заменио Михаел Ренсинг у 55. минуту.

## Репрезентација
Кан је први пут позван у репрезентацију Немачке као резерва на светском првенству 1994. године, међутим дебитовао је тек 23. јуна 1995. у победи Немачке против Швајцарске 2-1, само два месеца након што се опоравио од повреде укрштених лигамената. Заједно са Оливером Реком, Кан је био резервни голман тима који је освојио Европско првенство 1996. године у Енглеској. Светско првенство 1998. године одржано у Француској провео је седећи на клупи за резерве, и тако је било све док Андреас Кепке није објавио да се повлачи из репрезентације на крају турнира. Његовим одласком Кан је постао први голман репрезентације. Две године касније на европском првенству 2000. године на коме су Немци бранили титулу првака, испали су у групној фази, Кан је постао капитен тима, преузевши капитенску траку од нападача Оливера Бирхофа.
Кан је имао једну од најгорих партија у репрезентативној каријери против Енглеске у Минхену 2001. године. Немачка је била фаворит, пошто је претходно савладала Енглеску резултатом 0-1 на Вемблију. Међутим, Енглеска је разбила Немачку у Минхену резултатом 1-5, а Мајкл Овен је постигао хет-трик. Упркос поразу, Немачка је успела да се квалификује на Светско првенство, након што је у баражу била боља од Украјине, а Кан је остао први избор за предстојеће Светско првенство. Те године, Кан је од стране Међународног завода за иторију фудбала и статистику проглашен најбољим голманом света, други пут у својој каријери.
Упркос малим очекивањима на светском првенству 2002. године. Немачка је успела да дође до финала. Током целог првенства Кан је примио само 3 гола, од чега је 2 примио у самом финалу. Играјући са истегнутим лигаментима домалог прста десне руке, Кан је примио први гол, тако што је испустио Ривалдов шут до нападача Роналда у 67. минуту утакмице. Када се утакмица завршила, а Бразил постао шампион света, стајао је сам разочаран на гол линији. Међутим, никада није своју грешку правдао повредом.
"Нема утехе... Била је то једина грешка коју сам направио у седам утакмица, а кажњени смо брутално"— Оливер Кан након пораза у финалу Светског првенства 2002. године
Проглашен је за најбољег голмана турнира и постао је први голман у историји који је добио Златну лопту, награду за најбољег фудбалера турнира. Такође, постао је први немачки голман, који није примио гол на пет утакмица на светском првенству. Кан је задржао место првог голмана и на европском првенству 2004. године, али је Немачка поново била елиминисана у групној фази такмичења. Након турнира Кан је капитенску траку предао Михаелу Балаку.
Нови селектор Немачке Јирген Клинсман, који је заменио Рудија Фелера, усвојио је принцип ротације и мењао своје голмане, Кана и Јенса Лемана, који је тада бранио за Арсенал, како би повећао конкуренцију између њих. Дана 7. априла 2006. године након две године борбе за место првог голмана, Клинсман је објавио да ће Леман бити први голман на Светском првенству 2006. године. Кан је одлучио да остане у тиму као резервни голман и конкуренција Леману. Упркос великој борби за позицију првог голмана пре самог турнира, Кан је отворено прихватио Клинсманову одлуку да буде резерва. Кан и Леман су се загрлили и руковали, а Кан је пружио подршку свом колеги пре извођења пенала у четвртфиналном мечу против Аргентине. На конференцији за медије после утакмице, Кан је јавно хвалио Лемана због два пенала која је одбранио.
Након што је Италија елиминисала Немачку у полуфиналу, Кан је добио прилику да брани у утакмици за треће место против Португалије, који је Немачка добила резултатом 3-1. На овом како ће се испоставити његовом последњем мечу у репрезентативној каријери, Кан је био капитен, пошто Михаел Балак није играо због повреде. Иако га је својом партијом засенио Бастијан Швајнштајгер, Кан је одиграо на високом нивоу и имао је неколико добрих одбрана. Кан је одбранио ударац португалског нападача Паулете, након што је прошао његову одбрану, а касније је обранио ударац Дека који је упутио унутар казненог простора. Након меча Кан је објавио да ће се повући из репрезентације. Током своје репрезентативне каријере, Кан је убележио 86 наступа, од којих је на 49 био капитен тима. Никада није освојио злато на Светском првенству, али је био други 2002. и трећи 2006. године.

## Телевизијска каријера
Након Европског првенства 2008. године придружио се спортској редакцији ЗДФ телевизије као стручни консултант на утакмицама репрезентације Немачке. Године 2009. био је део жирија у емисији Централне кинеске телевизије, која је имала за циљ да пронађе најбољег младог голмана у Кини. Године 2011. отпочео је преговоре са телевизијским каналом Sat.1, како би исти формат био приказан на Немачкој телевизији под именом „Никад не одустај – Канов принцип“, у којој би победник освојио уговор и шансу да игра у клубу из Бундеслиге.

## Приватан живот
Кан је рођен у Карлсруеу. Делом је летонског порекла, његова баба и његов отац рођени су у Лијепаји. Има старијег брата Аксела, који је играо у другој лиги за Карлсруе.
Године 2009. Шалке му је понудио место тренера, али је ту понуду одбио. Две године касније, у априлу 2011. године Немачки суд је казнио Кана са 125 хиљада евра, због неплаћања пореза, јер није пријавио куповину скупоцене одеће у вредности од 6 хиљада евра коју је купио у Дубаију.
Кан подржава Лигу Минхена у уличном фудбалу Bunt kickt gut, која се сматра пионирским пројектом организације уличног фубала у Немачкој, и Европским моделом, интеркултуралног разумевања, образовних вредности и превенција зависности. Под покровитељством је Sepp-Herberger фондације која промовише фудбал у школама, клубовима и затворима и Удружења Џастин Роскола чији је циљ заштита младих од насиља, алкохола и дроге.
Тренерску лиценцу добио је 2010. године, након што је студирао економију на Универзитету у Хагену где је добио звање Мастер, пословне администрације.

## Репутација
Кан је широм Света цењен због своје издржљивости коју је показао у превазилажењу стреса и притиска током каријере.
Током Светског првенства 2002. у Јапану и Јужној Кореји, Кан је стекао репутацију и у Азији. Учествовао је у неколико телевизијских реклама. Године 2008. његова воштана фигура откривена је у берлинском огранку музеја Мадам Тисо. Кан је предмет песме Olli Kahn немачке поп групе Die Prinzen.
Због своје силне појаве и утицаја који је имао на одбрану током своје професионалне каријере, Кан је добио надимак „Титан“.

## Статистика

### Клубови
| Наступи у клубовима | Наступи у клубовима | Наступи у клубовима | Лига    | Лига   | Куп         | Куп         | Међународна такмичења | Међународна такмичења | Укупно  | Укупно |
| Сезона              | Клуб                | Лига                | Наступа | Голова | Наступа     | Голова      | Наступа               | Голова                | Наступа | Голова |
| Немачка             | Немачка             | Немачка             | Лига    | Лига   | Куп Немачке | Куп Немачке | Европа                | Европа                | Укупно  | Укупно |
| ------------------- | ------------------- | ------------------- | ------- | ------ | ----------- | ----------- | --------------------- | --------------------- | ------- | ------ |
| 1987/88             | ФК Карлсруе         | Бундеслига          | 2       | 0      | 0           | 0           | –                     | –                     | 2       | 0      |
| 1988/89             | ФК Карлсруе         | Бундеслига          | 2       | 0      | 0           | 0           | –                     | –                     | 2       | 0      |
| 1989/90             | ФК Карлсруе         | Бундеслига          | 0       | 0      | 0           | 0           | –                     | –                     | 0       | 0      |
| 1990/91             | ФК Карлсруе         | Бундеслига          | 22      | 0      | 0           | 0           | –                     | –                     | 22      | 0      |
| 1991/92             | ФК Карлсруе         | Бундеслига          | 37      | 0      | 2           | 0           | –                     | –                     | 39      | 0      |
| 1992/93             | ФК Карлсруе         | Бундеслига          | 34      | 0      | 5           | 0           | –                     | –                     | 39      | 0      |
| 1993/94             | ФК Карлсруе         | Бундеслига          | 31      | 0      | 3           | 0           | 10                    | 0                     | 44      | 0      |
| 1994/95             | Бајерн Минхен       | Бундеслига          | 23      | 0      | 21          | 0           | 5                     | 0                     | 30      | 0      |
| 1995/96             | Бајерн Минхен       | Бундеслига          | 32      | 0      | 2           | 0           | 12                    | 0                     | 46      | 0      |
| 1996/97             | Бајерн Минхен       | Бундеслига          | 32      | 0      | 4           | 0           | 2                     | 0                     | 38      | 0      |
| 1997/98             | Бајерн Минхен       | Бундеслига          | 34      | 0      | 8           | 0           | 8                     | 0                     | 50      | 0      |
| 1998/99             | Бајерн Минхен       | Бундеслига          | 30      | 0      | 8           | 0           | 13                    | 0                     | 51      | 0      |
| 1999/00             | Бајерн Минхен       | Бундеслига          | 27      | 0      | 5           | 0           | 13                    | 0                     | 45      | 0      |
| 2000/01             | Бајерн Минхен       | Бундеслига          | 32      | 0      | 4           | 0           | 16                    | 0                     | 52      | 0      |
| 2001/02             | Бајерн Минхен       | Бундеслига          | 32      | 0      | 5           | 0           | 14                    | 0                     | 51      | 0      |
| 2002/03             | Бајерн Минхен       | Бундеслига          | 33      | 0      | 6           | 0           | 6                     | 0                     | 45      | 0      |
| 2003/04             | Бајерн Минхен       | Бундеслига          | 33      | 0      | 5           | 0           | 8                     | 0                     | 46      | 0      |
| 2004/05             | Бајерн Минхен       | Бундеслига          | 32      | 0      | 7           | 0           | 10                    | 0                     | 49      | 0      |
| 2005/06             | Бајерн Минхен       | Бундеслига          | 31      | 0      | 6           | 0           | 7                     | 0                     | 44      | 0      |
| 2006/07             | Бајерн Минхен       | Бундеслига          | 32      | 0      | 2           | 0           | 9                     | 0                     | 44      | 0      |
| 2007/08             | Бајерн Минхен       | Бундеслига          | 26      | 0      | 7           | 0           | 9                     | 0                     | 42      | 0      |
| Укупно              | Немачка             | Немачка             | 557     | 0      | 81          | 0           | 142                   | 0                     | 780     | 0      |
| Укупно у каријери   | Укупно у каријери   | Укупно у каријери   | 557     | 0      | 81          | 0           | 142                   | 0                     | 780     | 0      |

1 Укључујући и Немачки Супер куп

### Репрезентација
| Репрезентација Немачке | Репрезентација Немачке | Репрезентација Немачке |
| Година                 | Наступа                | Голова                 |
| ---------------------- | ---------------------- | ---------------------- |
| 1994                   | 0                      | 0                      |
| 1995                   | 2                      | 0                      |
| 1996                   | 3                      | 0                      |
| 1997                   | 3                      | 0                      |
| 1998                   | 7                      | 0                      |
| 1999                   | 6                      | 0                      |
| 2000                   | 10                     | 0                      |
| 2001                   | 10                     | 0                      |
| 2002                   | 15                     | 0                      |
| 2003                   | 9                      | 0                      |
| 2004                   | 11                     | 0                      |
| 2005                   | 7                      | 0                      |
| 2006                   | 3                      | 0                      |
| Укупно                 | 86                     | 0                      |

## Успеси
Карлсруе
- : 1989/90
- : 1988/89

Бајерн Минхен
Извор:
- Бундеслига (8): 1996/97, 1998/99, 1999/00, 2000/01, 2002/03, 2004/05, 2005/06, 2007/08
- Куп Немачке (6): 1997/98, 1999/00, 2002/03, 2004/05, 2005/06, 2007/08
- Немачки Лига куп (6): 1997, 1998, 1999, 2000, 2004, 2007
- Лига шампиона: 2000/01
- УЕФА куп: 1995/96.
- Интерконтинентални куп: 2001.

Репрезентација
Извор:
- Европско првенство: 1996.
- Куп конфедерација: треће место 2005.
- Светско првенство: друго место 2002.
- Светско првенство: треће место 2006.

### Индивидуалне награде
Извор:
- Најбољи голман Бундеслиге: 1994, 1997, 1998, 1999, 2000, 2001, 2002
- најбољи голман Света: 1999, 2001, 2002[85]
- Најбољи голман Европе: 1999, 2000, 2001, 2002
- УЕФА клупска награда-Најбољи голман: 1999, 2000, 2001, 2002
- Тим године: 1999/2000, 2000/01
- Најбољи играч финала Лиге шампиона: 2001
- Најбољи фудбалер Немачке: 2000, 2001
- Златна лопта-треће место: 2001, 2002
- УЕФА награда за ферплеј: 2001
- Златна лопта Светског првенства: 2002
- Јашин награда: 2002
- Ол стар састав Светског првенства: 2002
- Најбољи фудбалер године-сребрна награда: 2002[86]
- ФИФА 100